# Glypta ejuncida
Glypta ejuncida är en stekelart som beskrevs av Dasch 1988. Glypta ejuncida ingår i släktet Glypta och familjen brokparasitsteklar. Inga underarter finns listade i Catalogue of Life.